# 婆什迦羅第二
婆什迦罗（1114年—1185年），或称为婆什迦罗第二（ II）和 婆什迦罗老師，是一个印度数学家。他生于卡纳塔克邦的比贾布尔区的附近，並成为鄔闍衍那的天文台台长，延续了伐罗诃密希罗和婆羅摩笈多的数学传统。 
在很多方面，婆什迦罗代表了十二世纪数学知识的巅峰。他对数字系统和方程解法的理解在几个世纪中无人能及。他主要的作品有Lilavati（处理算数），Bijaganita （代数）和Siddhantasiromani（由两部分组成: Goladhyaya（球）和  Grahaganita （行星的数学））。

## 贡献
他比牛顿和莱布尼茨早五个世纪就构想了微积分，而他们被视为微积分的创立者。现在称为"微分系数"的一个实例和现在称为罗尔定理的基本思想可以在他的著作中找到（Madhava (1340年)，而Kerala学派进一步在印度发展了微积分）。 
他對佩爾方程的研究比約翰·佩爾要早好几个世纪。
他给出了勾股定理的一个证明，该证明用两种不同方法计算相同面积然后消去一些项以给出 {\displaystyle a^{2}+b^{2}=c^{2}}。
他也因证明任何数除以0是无穷大而无穷大除以任何数依然是无穷大而著称。

## 传奇
他关于算数的书Lilavati背後有很多有趣的传奇，那些传奇认定该书是写给他的女儿Lilavati的。其中一个故事說，婆什迦罗占星，预知了她丈夫会在婚后很快死去。为了避免悲剧发生，他用一种特殊仪器测量精确的时间地点举办婚礼。他把仪器放在一个房间，放上警示提醒Lilavati不要靠近。Lilavati好奇，往仪器里窥视，剛巧她鼻环上的一颗珍珠掉了进去，干扰了仪器。婚礼在錯誤的时间举行了，她很快成了寡妇。据说婆什迦罗教授了她很多数学来给她散心，並为她写成了那本书。

## 参看
- 婆什迦罗第一（英语：Bhāskara_I）
- 印度数学家列表（英语：List of Indian mathematicians）
- 阿耶波多